# 閉門
閉門（へいもん）は、門・水門などを閉じること。転じて、自宅の門を閉ざして閉じこもること。
また、江戸時代の刑罰（自由刑）の一つで、武士、僧侶などに科せられた。逼塞・遠慮より重く、50日間または100日間、門扉を鎖し、窓を閉ざし、昼夜ともに出入りを許さなかった。ただし蟄居より軽い。
蟄居＞閉門＞逼塞＞遠慮